# Hassiba Boulmerka
Hassiba Boulmerka (in arabo  حسيبة بولمرقة ‎?; Costantina, 10 luglio 1968) è un'ex mezzofondista algerina, campionessa olimpica dei 1500 metri piani a Barcellona 1992.
È stata la prima atleta algerina a vincere una medaglia d'oro olimpica, nonché la prima donna africana a vincere un titolo mondiale.

## Biografia
Hassiba Boulmerka comincia presto a correre, specializzandosi negli 800 e nei 1500 metri piani. Si distingue a livello nazionale, incontrando peraltro poca concorrenza. La sua prima grande esperienza internazionale sono i Giochi olimpici del 1988 a Seul, dove viene eliminata in batteria sia negli 800 che nei 1500 m.
Un po' alla volta le sue prestazioni migliorano e il suo primo successo di prestigio è datato 1991, al Golden Gala di Roma, dove vince gli 800 metri. Un mese più tardi, partecipa ai Campionati mondiali a Tokyo: con un grande sprint all'ultimo giro dei 1500 metri si assicura la vittoria, divenendo così la prima donna africana a vincere un titolo mondiale di atletica.
Il suo successo non le porta solo conseguenze positive. Viene infatti spesso attaccata e minacciata dai gruppi di integralisti islamici in Algeria che le rimproverano di mostrare il proprio corpo mentre corre. Boulmerka è così costretta a trasferirsi in Europa per potersi allenare. Nonostante ciò è una delle favorite per la medaglia d'oro ai Giochi olimpici del 1992 a Barcellona. Infatti nella finale riesce a imporsi su Ljudmila Rogačëva conquistando la medaglia d'oro, il primo oro in assoluto per l'Algeria ai Giochi olimpici.
Le due stagioni successive non sono altrettanto brillanti per la Boulmerka, che comunque conquista la medaglia di bronzo ai Mondiali del 1993 a Stoccarda. Nel 1995, arriva ai Campionati mondiali di Göteborg senza aver vinto alcuna gara nella stagione, ma questo non le impedisce di vincere per la seconda volta il titolo mondiale. Quella mondiale è la sua sola vittoria di quella stagione, nonché l'ultimo grande successo dell'atleta.
Nel 1996 partecipa ai Giochi olimpici del centenario ad Atlanta, ma si procura una distorsione alla caviglia in semifinale. Dopo la stagione del 1997, in cui rinuncia a difendere il proprio titolo mondiale, si ritira dalle competizioni. In seguito, Boulmerka viene eletta membro della commissione degli atleti nel Comitato Olimpico Internazionale.
La cantautrice italiana Andrea Mirò ha dedicato all'atleta algerina un suo brano, intitolato appunto Hassiba Boulmerka, inciso nel 2005.

## Record nazionali

### Seniores
- 800 metri piani: 1'58"72 ( Roma, 17 luglio 1991)
- 1500 metri piani: 3'55"30 ( Barcellona, 8 agosto 1992)
- Miglio: 4'20"79 ( Oslo, 6 luglio 1991)

## Progressione

### 800 metri piani
| Stagione | Risultato | Luogo    | Data      | Rank. Mond. |
| -------- | --------- | -------- | --------- | ----------- |
| 1995     | 2'02"72   | Zurigo   | 16-8-1995 |             |
| 1991     | 1'58"72   | Roma     | 17-7-1991 |             |
| 1988     | 2'03"33   | Seul     | 24-9-1988 |             |
| 1987     | 2'04"33   | Laodicea | 24-9-1987 |             |

### 1500 metri piani
| Stagione | Risultato | Luogo      | Data      | Rank. Mond. |
| -------- | --------- | ---------- | --------- | ----------- |
| 1997     | 4'02"62   | Monaco     | 16-8-1997 |             |
| 1996     | 4'09"96   | Atlanta    | 31-7-1996 |             |
| 1995     | 4'02"42   | Göteborg   | 9-8-1995  |             |
| 1994     | 4'01"05   | Londra     | 9-9-1994  |             |
| 1993     | 4'04"29   | Stoccarda  | 22-8-1993 |             |
| 1992     | 3'55"30   | Barcellona | 8-8-1992  |             |
| 1991     | 4'02"21   | Tokyo      | 31-8-1991 |             |
| 1988     | 4'08"33   | Seul       | 29-9-1988 |             |

### Miglio
| Stagione | Risultato | Luogo   | Data      | Rank. Mond. |
| -------- | --------- | ------- | --------- | ----------- |
| 1997     | 4'31"12   | Losanna | 2-7-1997  |             |
| 1995     | 4'25"29   | Colonia | 18-8-1995 |             |
| 1994     | 4'22"09   | Zurigo  | 17-8-1994 |             |
| 1993     | 4'28"06   | Londra  | 10-9-1993 |             |
| 1991     | 4'20"79   | Oslo    | 6-7-1991  |             |

## Palmarès
| Anno | Manifestazione          | Sede       | Evento         | Risultato  | Prestazione | Note            |
| ---- | ----------------------- | ---------- | -------------- | ---------- | ----------- | --------------- |
| 1986 | Mondiali di cross       | Neuchâtel  | Corsa seniores | 80ª        | 16'10"6     |                 |
| 1988 | Campionati africani     | Annaba     | 800 m piani    | Oro        | 2'06"16     |                 |
| 1988 | Campionati africani     | Annaba     | 1500 m piani   | Oro        | 4'12"14     |                 |
| 1988 | Giochi olimpici         | Seul       | 800 m piani    | Batteria   | 2'03"33     |                 |
| 1988 | Giochi olimpici         | Seul       | 1500 m piani   | Batteria   | 4'08"33     |                 |
| 1989 | Campionati africani     | Lagos      | 800 m piani    | Oro        | 2'06"80     |                 |
| 1989 | Campionati africani     | Lagos      | 1500 m piani   | Oro        | 4'13"85     |                 |
| 1991 | Giochi del Mediterraneo | Atene      | 800 m piani    | Oro        | 2'01"27     |                 |
| 1991 | Giochi del Mediterraneo | Atene      | 1500 m piani   | Oro        | 4'08"17     |                 |
| 1991 | Mondiali                | Tokyo      | 1500 m piani   | Oro        | 4'02"21     |                 |
| 1992 | Giochi olimpici         | Barcellona | 1500 m piani   | Oro        | 3'55"30     | Record africano |
| 1993 | Giochi del Mediterraneo | Linguadoca | 800 m piani    | Oro        | 2'03"86     |                 |
| 1993 | Giochi del Mediterraneo | Linguadoca | 1500 m piani   | Argento    | 4'11"09     |                 |
| 1993 | Mondiali                | Stoccarda  | 1500 m piani   | Bronzo     | 4'04"29     |                 |
| 1995 | Mondiali                | Göteborg   | 1500 m piani   | Oro        | 4'02"42     |                 |
| 1996 | Giochi olimpici         | Atlanta    | 1500 m piani   | Semifinale | 4'23"86     |                 |

## Altre competizioni internazionali
1993
- 5ª alla Grand Prix Final ( Londra), miglio - 4'28"06

1994
- Argento alla Grand Prix Final ( Parigi), 1500 m piani - 4'01"85
- Oro in Coppa del mondo ( Londra), 1500 m piani - 4'01"05

1997
- 11ª alla Grand Prix Final ( Fukuoka), miglio - 4'53"11